# Jérémie Janot
Jérémie Janot (* 11. Oktober 1977 in Valenciennes) ist ein ehemaliger französischer Fußballspieler.

## Karriere
Der Torhüter stammt aus der Jugendabteilung von AS Saint-Étienne. Im Juli 1996 unterschrieb er dort seinen ersten Profivertrag. Bis Mai 2006 spielte er 111-mal. Jérémie Janot ist allein durch seine Vereinstreue schnell zum Publikumsliebling bei den Fans aufgestiegen. Spektakulär neben seinen Paraden ist auch die für einen Torhüter kleine Körpergröße von nur 176 cm.
Am 4. Mai 2012 gab der FC Lorient bekannt, Janot aufgrund eines Transferjokers bis zum Ende der Saison 2011/12 von der AS Saint-Étienne, bei der er noch einen Vertrag bis 2013 besaß, ausgeliehen zu haben. Seine Torwartkarriere endete am 24. Oktober 2013. Er arbeitet derzeit als Torwarttrainer für den FC Valenciennes.

## Erfolge
- Spieler des Monats der Ligue 1 (2): September 2006, Dezember 2009

## Spielweise
In seinen jungen Jahren übte er den Kampfsport „Freefight“ aus, was sich in einigen Paraden bemerkbar macht. Auffällig sind auch seine (speziell für ihn angefertigten) Trikots und die Tribal-Tätowierung an seinem Hinterkopf.
Besonders viel Aufmerksamkeit lenkte Janot auch auf sich, als er bei einem Spiel gegen den FC Istres im Jahre 2005 in einem Spiderman-Kostüm spielte. 2007 erhielt er die Étoile d’Or.